# Forskningsparken stasjon

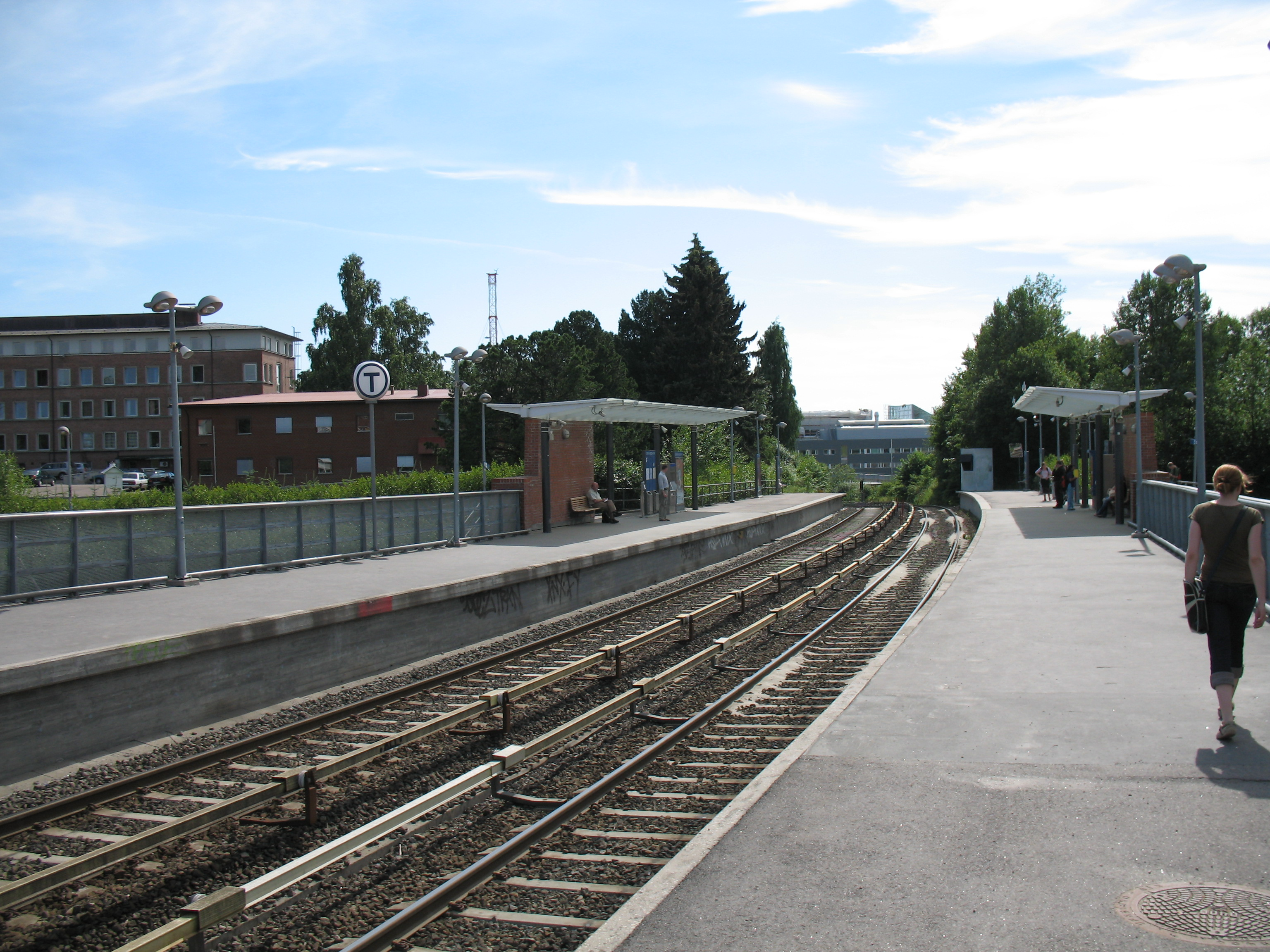
Forskningsparken stasjon

Forskningsparken stasjon är en tunnelbanestation i Oslo.  
Stationen ligger mellan Universitetet i Oslo och Ullevål Stadion och öppnades 22 augusti 1999. Den är närmaste station till den övre delen av universitetets campus på Blindern. Den övertog efter Vestgrensa stasjon som låg något närmare Ullevål. Alldeles under stationen ligger en hållplats för spårvagnslinjerna 17 och 18 mot Rikshospitalet.
Stationen har fått namn efter den närliggande Forskningsparken.